# Юньнанское землетрясение (2011)
Сильное землетрясение в Дэхун-Дай-Качинском автономном округе в Китае магнитудой 5,4 произошло 10 марта 2011 года в 11 часов 58 минут утра по местному времени. Эпицентр находился в 357 км к северо-востоку от Мандалая в Мьянме, а гипоцентр под землей на глубине 35 км

## Последствия
В уезде Дэхун (города Дэхун и Инцзян) была нарушена подача электричества. Следом за электричеством была прервана работа коммуникаций в зоне землетрясения. Землетрясение коснулось 127 100 человек, 1039 домов разрушены, 4994 домов серьёзно повреждены, 7532 — легко. В результате землетрясения 25 человек погибли, 250 — получили ранения